# 18360 Сакс
18360 Сакс (18360 Sachs) — астероїд головного поясу, відкритий 10 жовтня 1990 року.
Тіссеранів параметр щодо Юпітера — 3,311.
Названо на честь Ганса Сакса (нім. Hans Sachs, 1494-1576) — німецького поета, композитора.